# Кей (округ)
Округ Кей (англ. Kay County) располагается в штате Оклахома, США. Официально образован в 1893 году. По состоянию на 2013 год, численность населения составляла 45 633 человек.

## География
По данным Бюро переписи США, общая площадь округа равняется 2448 км2, из которых 2379 км2 суша и 68 км2 или 2,800 % это водоёмы.

## Население
По данным переписи населения 2000 года в округе проживает 48 080 жителей в составе 19 157 домашних хозяйств и 13 141 семей. Плотность населения составляет 20,00 человек на км2. На территории округа насчитывается 21 804 жилых строений, при плотности застройки около 9,00-ти строений на км2. Расовый состав населения: белые — 84,16 %, афроамериканцы — 1,79 %, коренные американцы (индейцы) — 7,53 %, азиаты — 0,53 %, гавайцы — 0,02 %, представители других рас — 1,98 %, представители двух или более рас — 4,00 %. Испаноязычные составляли 4,25 % населения независимо от расы.
В составе 31,90 % из общего числа домашних хозяйств проживают дети в возрасте до 18 лет, 54,70 % домашних хозяйств представляют собой супружеские пары проживающие вместе, 10,20 % домашних хозяйств представляют собой одиноких женщин без супруга, 31,40 % домашних хозяйств не имеют отношения к семьям, 27,90 % домашних хозяйств состоят из одного человека, 13,10 % домашних хозяйств состоят из престарелых (65 лет и старше), проживающих в одиночестве. Средний размер домашнего хозяйства составляет 2,45 человека, и средний размер семьи 2,99 человека.
Возрастной состав округа: 26,40 % моложе 18 лет, 8,80 % от 18 до 24, 25,00 % от 25 до 44, 22,80 % от 45 до 64 и 22,80 % от 65 и старше. Средний возраст жителя округа 38 лет. На каждые 100 женщин приходится 93,70 мужчин. На каждые 100 женщин старше 18 лет приходится 89,90 мужчин.
Средний доход на домохозяйство в округе составлял 30 762 USD, на семью — 38 144 USD. Среднестатистический заработок мужчины был 30 431 USD против 19 617 USD для женщины. Доход на душу населения составлял 16 643 USD. Около 12,40 % семей и 16,00 % общего населения находились ниже черты бедности, в том числе — 22,70 % молодёжи (тех, кому ещё не исполнилось 18 лет) и 9,50 % тех, кому было уже больше 65 лет.